# Alexandr Romanov
Alexandr Romanov (ur. 11 grudnia 1990 w Komracie) – mołdawski zapaśnik walczący w stylu wolnym oraz zawodnik MMA. Brązowy medalista akademickich MŚ w 2016. Były mistrz FEA w wadze ciężkiej. Mistrz świata w grapplingu z 2022 roku. W latach 2020-2024 związany z UFC. Aktualnie związany z PFL. 

## Kariera w zapasach
Romanov rozpoczął treningi zapasów w stylu wolnym w wieku 7 lat. Cztery razy był członkiem mołdawskiej drużyny światowej (2 jako senior i 2 jako junior) oraz 8 razy w drużynie europejskiej (5 jako senior, 3 jako zapaśnik w kategorii wiekowej). Jego najlepszym wynikiem był brązowy medal na uniwersyteckich mistrzostwach świata w 2016 roku. Jego ostatni występ do tej pory miał miejsce na mistrzostwach Europy w zapasach w 2020 roku, gdzie zajął 12. miejsce. Jest również dwukrotnym brązowym medalistą mistrzostw Europy w grapplingu UWW. 
Romanow studiował na wydziale prawa Uniwersytetu Państwowego w Komracie oraz na wydziale pedagogicznym Instytutu Sportu w Kiszyniowie. 
Romanow również przez krótki czas trenował sumo. Choć jego czas w tym sporcie nie był długi, w 2016 roku zdobył srebro w OPEN European Cup. 

## Lista walk w MMA
| Wynik     | Bilans   | Przeciwnik (bilans przed walką) | Rozstrzygnięcie                             | Runda | Czas | Rozgrywki                                 | Data       | Miejsce        | Uwagi                                                                                  |
| --------- | -------- | ------------------------------- | ------------------------------------------- | ----- | ---- | ----------------------------------------- | ---------- | -------------- | -------------------------------------------------------------------------------------- |
| Nieodbyta | 19-3 (1) | Walentin Mołdawski (14-4)       | No Contest (przypadkowe kopnięcie w krocze) | 1     | 4:26 | PFL World Tournament 7: 2025 Semifinals   | 27.06.2025 | Chicago        | Półfinał turnieju PFL 2025 w wadze ciężkiej.                                           |
| Wygrana   | 19-3     | Timothy Johnson (18-11)         | Poddanie (duszenie gilotynowe w stójce)     | 1     | 1:53 | PFL 2025 World Tournament: First Round 4  | 01.05.2025 | Orlando        | Debiut w PFL. Ćwierćfinał turnieju PFL 2025 w wadze ciężkiej.                          |
| Wygrana   | 18-3     | Rodrigo Nascimento (11-2. 1 NC) | Decyzja (jednogłośna)                       | 3     | 5:00 | UFC Fight Night: Moreno vs. Albazi        | 02.11.2024 | Edmonton       |                                                                                        |
| Przegrana | 17-3     | Jailton Almeida (20-3)          | Poddanie (duszenie zza pleców)              | 1     | 2:27 | UFC 302                                   | 01.06.2024 | Newark         |                                                                                        |
| Wygrana   | 17-2     | Błagoj Iwanow (19-5. 1 NC)      | Decyzja (jednogłośna)                       | 3     | 5:00 | UFC Fight Night: Strickland vs. Magomedov | 01.07.2023 | Las Vegas      |                                                                                        |
| Przegrana | 16-2     | Aleksandr Wołkow (35-10)        | TKO (ciosy pięściami z pozycji bocznej)     | 1     | 2:16 | UFC Fight Night: Yan vs. Dvalishvili      | 11.03.2023 | Las Vegas      | Co-Main Event                                                                          |
| Przegrana | 16-1     | Marcin Tybura (22-7)            | Decyzja (większościowa)                     | 3     | 5:00 | UFC 278                                   | 20.08.2022 | Salt Lake City |                                                                                        |
| Wygrana   | 16-0     | Chase Sherman (15-9)            | Poddanie (klucz na rękę)                    | 1     | 2:11 | UFC on ESPN: Font vs. Vera                | 30.04.2022 | Las Vegas      |                                                                                        |
| Wygrana   | 15-0     | Jared Vanderaa (12-5)           | TKO (ciosy)                                 | 2     | 4:43 | UFC Fight Night: Dern vs. Rodriguez       | 09.10.2021 | Las Vegas      |                                                                                        |
| Wygrana   | 14-0     | Juan Espino (10-1)              | Techniczna decyzja (niejednogłośna)         | 3     | 1:05 | UFC on ESPN: Whittaker vs. Gastelum       | 17.04.2021 | Las Vegas      | Przypadkowe uderzenie kolanem w pachwinę uniemożliwiło Romanovowi kontynuowanie walki. |
| Wygrana   | 13-0     | Marcos Rogério de Lima (17-6-1) | Poddanie (duszenie przedramieniem)          | 1     | 4:48 | UFC on ESPN: Santos vs. Teixeira          | 07.11.2020 | Las Vegas      | Bonus za występ wieczoru.                                                              |
| Wygrana   | 12-0     | Roque Martinez (15-5-2)         | Poddanie (duszenie trójkątne rękami)        | 2     | 4:22 | UFC Fight Night: Waterson vs. Hill        | 12.09.2020 | Las Vegas      | Debiut w UFC.                                                                          |
| Wygrana   | 11-0     | Sérgio Freitas (6-1)            | TKO (poddanie po kontuzji)                  | 1     | 2:28 | Eagles FC 11                              | 16.02.2019 | Kiszyniów      |                                                                                        |
| Wygrana   | 10-0     | Sultan Murtazaliev (6-3)        | TKO (ciosy)                                 | 3     | 2:17 | Eagles FC 10                              | 03.11.2018 | Kiszyniów      |                                                                                        |
| Wygrana   | 9-0      | Virgil Zwicker (16-7-1)         | Poddanie (naciskówka na szczękę)            | 1     | 1:15 | S-70: Plotforma Cup 2018                  | 22.08.2018 | Soczi          |                                                                                        |
| Wygrana   | 8-0      | Ion Grigore (2-0)               | Poddanie (duszenie przedramieniem)          | 1     | 3:54 | Eagles FC 9                               | 26.05.2018 | Kiszyniów      | Walka w wadze open.                                                                    |
| Wygrana   | 7-0      | Alexander Stolyarov (20-5)      | TKO (ciosy)                                 | 1     | 0:36 | Eagles FC 8                               | 10.02.2018 | Kiszyniów      | Zdobył pas mistrzowski Eagle FC w wadze ciężkiej.                                      |
| Wygrana   | 6-0      | Ravshankhon Khusanov (0-0)      | TKO (ciosy)                                 | 1     | 1:37 | Eagles FC 7                               | 04.11.2017 | Kiszyniów      |                                                                                        |
| Wygrana   | 5-0      | Yuri Gorbenko (12-37)           | Poddanie (duszenie przedramieniem)          | 1     | 3:43 | Eagles FC 6                               | 24.06.2017 | Kiszyniów      |                                                                                        |
| Wygrana   | 4-0      | Jewgienij Golub (3-0)           | TKO (ciosy)                                 | 1     | 0:48 | Eagles FC 5                               | 20.05.2017 | Kiszyniów      |                                                                                        |
| Wygrana   | 3-0      | Shota Betlemidze (4-0-1)        | Poddanie (duszenie zza pleców)              | 1     | 4:56 | ProFC Ukraine: Brave Hearts               | 08.04.2017 | Mikołajów      |                                                                                        |
| Wygrana   | 2-0      | Andrey Burdiniuk (1-1)          | Poddanie (naciskówka na szczękę)            | 3     | 0:43 | Eagles FC 4                               | 18.02.2017 | Kiszyniów      |                                                                                        |
| Wygrana   | 1-0      | Yuriy Protsenko (4-2)           | Poddanie (duszenie zza pleców)              | 1     | 0:50 | Eagles FC 3                               | 19.11.2016 | Kiszyniów      | Debiut w wadze ciężkiej.                                                               |

## Życie prywatne
Urodził się jako syn Rosjanina i Ukrainki i wychował się w Mołdawii. Ma z żoną troje dzieci.